# Lijst van staatshoofden en regeringsleiders in 2025
Deze lijst van staatshoofden en regeringsleiders in 2025 noemt de staatshoofden en regeringsleiders die in 2025 actief zijn of waren van de 193 landen die zijn aangesloten bij de Verenigde Naties alsmede Kosovo, Palestina, Taiwan en Vaticaanstad.

## A
| Landsnaam                                     | Staatshoofd                                                | Regeringsleider             |
| --------------------------------------------- | ---------------------------------------------------------- | --------------------------- |
| Afghanistan                                   |                                                            |                             |
| Waarnemend president Amrullah Saleh (betwist) |                                                            |                             |
| Opperste leider Haibatullah Akhundzada        | Premier Mohammad Hasan Akhund (waarnemend)                 |                             |
| Albanië                                       | President Bajram Begaj                                     | Premier Edi Rama            |
| Algerije                                      | President Abdelmadjid Tebboune                             | Premier Nadir Larbaoui      |
| Andorra                                       | Coprins Joan Enric Vives i Sicília Coprins Emmanuel Macron | Premier Xavier Espot Zamora |
| Angola                                        | President João Lourenço                                    | President João Lourenço     |
| Antigua en Barbuda                            | Koning Charles III                                         | Premier Gaston Browne       |
| Argentinië                                    | President Javier Milei                                     | President Javier Milei      |
| Armenië                                       | President Vahagn Khachatryan                               | Premier Nikol Pasjinian     |
| Australië                                     | Koning Charles III                                         | Premier Anthony Albanese    |
| Azerbeidzjan                                  | President İlham Əliyev                                     | Premier Ali Asadov          |

## B
| Landsnaam             | Staatshoofd                                                                           | Regeringsleider                                                                                   |
| --------------------- | ------------------------------------------------------------------------------------- | ------------------------------------------------------------------------------------------------- |
| Bahama's              | Koning Charles III                                                                    | Premier Philip Davis                                                                              |
| Bahrein               | Koning Hamad bin Isa Al Khalifa                                                       | Premier Salman bin Hamad bin Isa Al Khalifa                                                       |
| Bangladesh            | President Mohammed Shahabuddin                                                        | Premier Muhammad Yunus (waarnemend)                                                               |
| Barbados              | President Sandra Mason                                                                | Premier Mia Mottley                                                                               |
| België                | Koning Filip                                                                          | Premier Bart De Wever                                                                             |
| Belize                | Koning Charles III                                                                    | Premier Johnny Briceño                                                                            |
| Benin                 | President Patrice Talon                                                               | President Patrice Talon                                                                           |
| Bhutan                | Koning Jigme Khesar Namgyel Wangchuk                                                  | Premier Tshering Tobgay                                                                           |
| Bolivia               | President Luis Arce                                                                   | President Luis Arce                                                                               |
| Bosnië en Herzegovina | Drie-presidentschap: Željka Cvijanović (voorzitter), Denis Bećirović en Željko Komšić | Voorzitter van de ministerraad Borjana Krišto                                                     |
| Botswana              | President Duma Boko                                                                   | President Duma Boko                                                                               |
| Brazilië              | President Luiz Inácio Lula da Silva                                                   | President Luiz Inácio Lula da Silva                                                               |
| Brunei                | Sultan en premier Hassanal Bolkiah                                                    | Sultan en premier Hassanal Bolkiah                                                                |
| Bulgarije             | President Rumen Radev                                                                 | Premier Dimitar Glavchev (waarnemend, tot 16 januari) Premier Rosen Zhelyazkov (vanaf 16 januari) |
| Burkina Faso          | President Ibrahim Traoré (waarnemend)                                                 | Premier Jean Emmanuel Ouédraogo (waarnemend)                                                      |
| Burundi               | President Évariste Ndayishimiye                                                       | Premier Gervais Ndirakobuca                                                                       |

## C
| Landsnaam                     | Staatshoofd                         | Regeringsleider                                                            |
| ----------------------------- | ----------------------------------- | -------------------------------------------------------------------------- |
| Cambodja                      | Koning Norodom Sihamoni             | Premier Hun Manet                                                          |
| Canada                        | Koning Charles III                  | Premier Justin Trudeau (tot 14 maart) Premier Mark Carney (vanaf 14 maart) |
| Centraal-Afrikaanse Republiek | President Faustin-Archange Touadéra | Premier Félix Moloua                                                       |
| Chili                         | President Gabriel Boric             | President Gabriel Boric                                                    |
| China                         | President Xi Jinping                | Premier Li Qiang                                                           |
| Colombia                      | President Gustavo Petro             | President Gustavo Petro                                                    |
| Comoren                       | President Azali Assoumani           | President Azali Assoumani                                                  |
| Congo-Brazzaville             | President Denis Sassou-Nguesso      | Premier Anatole Collinet Makosso                                           |
| Congo-Kinshasa                | President Félix Tshisekedi          | Premier Judith Tuluka                                                      |
| Costa Rica                    | President Rodrigo Chaves Robles     | President Rodrigo Chaves Robles                                            |
| Cuba                          | President Miguel Díaz-Canel         | Premier Manuel Marrero Cruz                                                |
| Cyprus                        | President Nikos Christodoulides     | President Nikos Christodoulides                                            |

## D
| Landsnaam              | Staatshoofd                            | Regeringsleider                                                                    |
| ---------------------- | -------------------------------------- | ---------------------------------------------------------------------------------- |
| Denemarken             | Koning Frederik X                      | Premier Mette Frederiksen                                                          |
| Djibouti               | President Ismaïl Omar Guelleh          | Premier Abdoulkader Kamil Mohamed                                                  |
| Dominica               | President Sylvanie Burton              | Premier Roosevelt Skerrit                                                          |
| Dominicaanse Republiek | President Luis Abinader                | President Luis Abinader                                                            |
| Duitsland              | Bondspresident Frank-Walter Steinmeier | Bondskanselier Olaf Scholz (tot 6 mei) Bondskanselier Friedrich Merz (vanaf 6 mei) |

## E
| Landsnaam          | Staatshoofd                             | Regeringsleider              |
| ------------------ | --------------------------------------- | ---------------------------- |
| Ecuador            | President Daniel Noboa                  | President Daniel Noboa       |
| Egypte             | President Abdul Fatah al-Sisi           | Premier Moustafa Madbouly    |
| El Salvador        | President Nayib Bukele Ortez            | President Nayib Bukele Ortez |
| Equatoriaal-Guinea | President Teodoro Obiang Nguema Mbasogo | Premier Manuel Osa Nsue Nsua |
| Eritrea            | President Isaias Afewerki               | President Isaias Afewerki    |
| Estland            | President Alar Karis                    | Premier Kristen Michal       |
| Ethiopië           | President Taye Atske Selassie           | Premier Abiy Ahmed           |

## F
| Landsnaam  | Staatshoofd                    | Regeringsleider                |
| ---------- | ------------------------------ | ------------------------------ |
| Fiji       | President Naiqama Lalabalavu   | Premier Sitiveni Rabuka        |
| Filipijnen | President Ferdinand Marcos jr. | President Ferdinand Marcos jr. |
| Finland    | President Alexander Stubb      | Premier Petteri Orpo           |
| Frankrijk  | President Emmanuel Macron      | Premier François Bayrou        |

## G
| Landsnaam     | Staatshoofd                                                                                        | Regeringsleider                                                                           |
| ------------- | -------------------------------------------------------------------------------------------------- | ----------------------------------------------------------------------------------------- |
| Gabon         | President Brice Oligui (waarnemend)                                                                | Premier Raymond Ndong Sima                                                                |
| Gambia        | President Adama Barrow                                                                             | President Adama Barrow                                                                    |
| Georgië       | President Micheil Kavelasjvili                                                                     | Premier Irakli Kobachidze                                                                 |
| Ghana         | President Nana Akufo-Addo (tot 7 januari) President John Dramani Mahama (vanaf 7 januari)          | President Nana Akufo-Addo (tot 7 januari) President John Dramani Mahama (vanaf 7 januari) |
| Grenada       | Koning Charles III                                                                                 | Premier Dickon Mitchell                                                                   |
| Griekenland   | President Katerina Sakellaropoulou (tot 13 maart) President Konstantinos Tasoulas (vanaf 13 maart) | Premier Kyriakos Mitsotakis                                                               |
| Guatemala     | President Bernardo Arévalo                                                                         | President Bernardo Arévalo                                                                |
| Guinee        | President Mamady Doumbouya                                                                         | Premier Bah Oury                                                                          |
| Guinee-Bissau | President Umaro Sissoco Embaló                                                                     | Premier Rui Duarte de Barros                                                              |
| Guyana        | President Irfaan Ali                                                                               | Premier Mark Phillips                                                                     |

## H
| Landsnaam | Staatshoofd | Regeringsleider                            |
| --------- | --- | ------------------------------------------ |
| Haïti     | Voorzitter van de Overgangspresidentiële Raad: Leslie Voltaire (waarnemend, tot 7 maart) Fritz Jean (waarnemend, vanaf 7 maart) | Premier Alix Didier Fils-Aimé (waarnemend) |
| Honduras  | President Xiomara Castro | President Xiomara Castro                   |
| Hongarije | President Tamás Sulyok | Premier Viktor Orbán                       |

## I
| Landsnaam | Staatshoofd                  | Regeringsleider                                                                     |
| --------- | ---------------------------- | ----------------------------------------------------------------------------------- |
| Ierland   | President Michael D. Higgins | Taoiseach Simon Harris (tot 23 januari) Taoiseach Micheál Martin (vanaf 23 januari) |
| IJsland   | President Halla Tómasdóttir  | Premier Kristrún Frostadóttir                                                       |
| India     | President Draupadi Murmu     | Premier Narendra Modi                                                               |
| Indonesië | President Prabowo Subianto   | President Prabowo Subianto                                                          |
| Irak      | President Abdul Latif Rashid | Premier Mohammed Shia' Al Sudani                                                    |
| Iran      | Ayatollah Ali Khamenei       | President Masoud Pezeshkian                                                         |
| Israël    | President Yitzhak Herzog     | Premier Benjamin Netanyahu                                                          |
| Italië    | President Sergio Mattarella  | Premier Giorgia Meloni                                                              |
| Ivoorkust | President Alassane Ouattara  | Premier Robert Beugré Mambé                                                         |

## J
| Landsnaam | Staatshoofd                                          | Regeringsleider                                                                        |
| --------- | ---------------------------------------------------- | -------------------------------------------------------------------------------------- |
| Jamaica   | Koning Charles III                                   | Premier Andrew Holness                                                                 |
| Japan     | Keizer Naruhito                                      | Premier Shigeru Ishiba                                                                 |
| Jemen     | Voorzitter van de presidentiële raad Rashad al-Alimi | Premier Ahmad Awad bin Mubarak (tot 3 mei) Premier Salem Saleh bin Braik (vanaf 3 mei) |
| Jordanië  | Koning Abdoellah II                                  | Premier Jafar Hassan                                                                   |

## K
| Landsnaam  | Staatshoofd                            | Regeringsleider                    |
| ---------- | -------------------------------------- | ---------------------------------- |
| Kaapverdië | President José Maria Neves             | Premier Ulisses Correia e Silva    |
| Kameroen   | President Paul Biya                    | Premier Joseph Dion Ngute          |
| Kazachstan | President Kassym-Jomart Tokajev        | Premier Oljas Bektenov             |
| Kenia      | President William Ruto                 | President William Ruto             |
| Kirgizië   | President Sadyr Zjaparov               | Premier Adylbek Kasymaliev         |
| Kiribati   | President Taneti Maamau                | President Taneti Maamau            |
| Koeweit    | Emir Mishal Al-Ahmad Al-Jaber Al-Sabah | Premier Ahmad Al-Abdullah Al-Sabah |
| Kosovo     | President Vjosa Osmani                 | Premier Albin Kurti                |
| Kroatië    | President Zoran Milanović              | Premier Andrej Plenković           |

## L
| Landsnaam     | Staatshoofd                                                                               | Regeringsleider                                                              |
| ------------- | ----------------------------------------------------------------------------------------- | ---------------------------------------------------------------------------- |
| Laos          | President Thongloun Sisoulith                                                             | Premier Sonexay Siphandone                                                   |
| Lesotho       | Koning Letsie III                                                                         | Premier Sam Matekane                                                         |
| Letland       | President Edgars Rinkēvičs                                                                | Premier Evika Siliņa                                                         |
| Libanon       | Waarnemend president Najib Mikati (tot 9 januari) President Joseph Aoun (vanaf 9 januari) | Premier Najib Mikati (tot 8 februari) Premier Nawaf Salam (vanaf 8 februari) |
| Liberia       | President Joseph Boakai                                                                   | President Joseph Boakai                                                      |
| Libië         | Voorzitter van de presidentiële raad Mohamed al-Menfi                                     | Premier Abdul Hamid Dbeibeh Premier Osama Hamada (betwist)                   |
| Liechtenstein | Prins Hans Adam II                                                                        | Premier Daniel Risch (tot 10 april) Premier Brigitte Haas (vanaf 10 april)   |
| Litouwen      | President Gitanas Nausėda                                                                 | Premier Gintautas Paluckas                                                   |
| Luxemburg     | Groothertog Hendrik                                                                       | Premier Luc Frieden                                                          |

## M
| Landsnaam        | Staatshoofd                                                                       | Regeringsleider |
| ---------------- | --------------------------------------------------------------------------------- | --- |
| Madagaskar       | President Andry Rajoelina                                                         | Premier Christian Ntsay |
| Malawi           | President Lazarus Chakwera                                                        | President Lazarus Chakwera                                                                                                   |
| Malediven        | President Mohamed Muizzu                                                          | President Mohamed Muizzu |
| Maleisië         | Koning Ibrahim Ismail                                                             | Premier Anwar Ibrahim |
| Mali             | President Assimi Goïta (waarnemend)                                               | Premier Abdoulaye Maïga (waarnemend)                                                                                         |
| Malta            | President Myriam Spiteri Debono                                                   | Premier Robert Abela |
| Marokko          | Koning Mohammed VI                                                                | Premier Aziz Akhannouch |
| Marshalleilanden | President Hilda Heine                                                             | President Hilda Heine |
| Mauritanië       | President Mohamed Ould Ghazouani                                                  | Premier Moctar Ould Diay |
| Mauritius        | President Dharam Gokhool                                                          | Premier Navin Ramgoolam |
| Mexico           | President Claudia Sheinbaum                                                       | President Claudia Sheinbaum                                                                                                  |
| Micronesië       | President Wesley Simina                                                           | President Wesley Simina |
| Moldavië         | President Maia Sandu                                                              | Premier Dorin Recean |
| Monaco           | Prins Albert II                                                                   | Minister van Staat Didier Guillaume (tot 17 januari) Minister van Staat Isabelle Berro-Amadeï (waarnemend, vanaf 17 januari) |
| Mongolië         | President Ukhnaagiin Khürelsükh                                                   | Premier Luvsannamsrain Oyun-Erdene                                                                                           |
| Montenegro       | President Jakov Milatović                                                         | Premier Milojko Spajić |
| Mozambique       | President Filipe Nyusi (tot 15 januari) President Daniel Chapo (vanaf 15 januari) | Premier Adriano Maleiane (tot 15 januari) Premier Maria Benvinda Levy (vanaf 15 januari)                                     |
| Myanmar          | Generaal Min Aung Hlaing                                                          | President Min Aung Hlaing (waarnemend)                                                                                       |

## N
| Landsnaam                  | Staatshoofd                                                                                  | Regeringsleider                                                                           |
| -------------------------- | -------------------------------------------------------------------------------------------- | ----------------------------------------------------------------------------------------- |
| Namibië                    | President Nangolo Mbumba (tot 21 maart) President Netumbo Nandi-Ndaitwah (vanaf 21 maart)    | Premier Saara Kuugongelwa-Amadhila (tot 21 maart) Premier Elijah Ngurare (vanaf 21 maart) |
| Nauru                      | President David Adeang                                                                       | President David Adeang                                                                    |
| Koninkrijk der Nederlanden | Koning Willem-Alexander                                                                      | Minister-president Dick Schoof                                                            |
| Nepal                      | President Ram Chandra Poudel                                                                 | Premier Khadga Prasad Oli                                                                 |
| Nicaragua                  | President Daniel Ortega Co-president Rosario Murillo (vanaf 18 februari)                     | President Daniel Ortega Co-president Rosario Murillo (vanaf 18 februari)                  |
| Nieuw-Zeeland              | Koning Charles III                                                                           | Premier Christopher Luxon                                                                 |
| Niger                      | Voorzitter van de Nationale Raad voor de Bescherming van het Vaderland Abdourahamane Tchiani | Premier Ali Lamine Zeine                                                                  |
| Nigeria                    | President Bola Tinubu                                                                        | President Bola Tinubu                                                                     |
| Noord-Korea                | Voorzitter van de Commissie voor Staatszaken Kim Jong-un                                     | Premier Pak Thae-song                                                                     |
| Noord-Macedonië            | President Gordana Siljanovska-Davkova                                                        | Premier Hristijan Mickoski                                                                |
| Noorwegen                  | Koning Harald V                                                                              | Premier Jonas Gahr Støre                                                                  |

## O
| Landsnaam   | Staatshoofd                             | Regeringsleider |
| ----------- | --------------------------------------- | --- |
| Oeganda     | President Yoweri Museveni               | Premier Robinah Nabbanja |
| Oekraïne    | President Volodymyr Zelensky            | Premier Denys Sjmyhal (tot 17 juli) Premier Joelia Svyrydenko (vanaf 17 juli)                                                                                                 |
| Oezbekistan | President Sjavkat Mirzijojev            | Premier Abdulla Aripov |
| Oman        | Sultan Haitham bin Tariq Al Said        | Sultan Haitham bin Tariq Al Said |
| Oost-Timor  | President José Ramos-Horta              | Premier Xanana Gusmão |
| Oostenrijk  | Bondspresident Alexander Van der Bellen | Bondskanselier Karl Nehammer (tot 10 januari) Bondskanselier Alexander Schallenberg (waarnemend, van 10 januari tot 3 maart) Bondskanselier Christian Stocker (vanaf 3 maart) |

## P
| Landsnaam           | Staatshoofd                                              | Regeringsleider               |
| ------------------- | -------------------------------------------------------- | ----------------------------- |
| Pakistan            | President Asif Ali Zardari                               | Premier Shehbaz Sharif        |
| Palau               | President Surangel Whipps Jr.                            | President Surangel Whipps Jr. |
| Palestina           | President Mahmoud Abbas                                  | Premier Mohammad Mustafa      |
| Panama              | President José Raúl Mulino                               | President José Raúl Mulino    |
| Papoea-Nieuw-Guinea | Koning Charles III                                       | Premier James Marape          |
| Paraguay            | President Santiago Peña                                  | President Santiago Peña       |
| Peru                | President Dina Boluarte                                  | Premier Gustavo Adrianzén     |
| Polen               | President Andrzej Duda vanaf 06 augustus: karol nawrocki | Premier Donald Tusk           |
| Portugal            | President Marcelo Rebelo de Sousa                        | Premier Luís Montenegro       |

## Q
| Landsnaam | Staatshoofd                   | Regeringsleider                                      |
| --------- | ----------------------------- | ---------------------------------------------------- |
| Qatar     | Emir Tamim bin Hamad al-Thani | Premier Mohammed bin Abdulrahman bin Jassim al-Thani |

## R
| Landsnaam | Staatshoofd                                                                                       | Regeringsleider                                                                      |
| --------- | ------------------------------------------------------------------------------------------------- | ------------------------------------------------------------------------------------ |
| Roemenië  | President Klaus Johannis (tot 12 februari) President Ilie Bolojan (waarnemend, vanaf 12 februari) | Premier Marcel Ciolacu (tot 6 mei) Premier Cătălin Predoiu (waarnemend, vanaf 6 mei) |
| Rusland   | President Vladimir Poetin                                                                         | Premier Michail Misjoestin                                                           |
| Rwanda    | President Paul Kagame                                                                             | Premier Édouard Ngirente                                                             |

## S
| Landsnaam                                                               | Staatshoofd | Regeringsleider |
| ----------------------------------------------------------------------- | --- | --- |
| Saint Kitts en Nevis                                                    | Koning Charles III | Premier Terrance Drew |
| Saint Lucia                                                             | Koning Charles III | Premier Philip Pierre |
| Saint Vincent en de Grenadines                                          | Koning Charles III | Premier Ralph Gonsalves |
| Salomonseilanden                                                        | Koning Charles III | Premier Jeremiah Manele |
| Samoa                                                                   | O le Ao o le Malo Va'aletoa Sualauvi II                                                                                                   | Premier Naomi Mataʻafa |
| San Marino                                                              | Kapitein-regenten Francesca Civerchia en Dalibor Riccardi (tot 1 april) Kapitein-regenten Denise Bronzetti en Italo Righi (vanaf 1 april) | Kapitein-regenten Francesca Civerchia en Dalibor Riccardi (tot 1 april) Kapitein-regenten Denise Bronzetti en Italo Righi (vanaf 1 april) |
| Saoedi-Arabië                                                           | Koning Salman bin Abdoel Aziz al-Saoed | Kroonprins Mohammad bin Salman al-Saoed                                                                                                   |
| Sao Tomé en Principe                                                    | President Carlos Vila Nova | Premier Patrice Trovoada (tot 14 januari) Premier Américo Ramos (vanaf 14 januari)                                                        |
| Senegal                                                                 | President Bassirou Diomaye Faye | Premier Ousmane Sonko |
| Servië                                                                  | President Aleksandar Vučić | Premier Miloš Vučević (tot 16 april) Premier Đuro Macut (vanaf 16 april)                                                                  |
| Seychellen                                                              | President Wavel Ramkalawan | President Wavel Ramkalawan |
| Sierra Leone                                                            | President Julius Maada Bio | Eerste minister David Moinina Sengeh |
| Singapore                                                               | President Tharman Shanmugaratnam | Premier Lawrence Wong |
| Slovenië                                                                | President Nataša Pirc Musar | Premier Robert Golob |
| Slowakije                                                               | President Peter Pellegrini | Premier Robert Fico |
| Soedan                                                                  | Voorzitter van de militaire raad Abdel Fattah al-Burhan                                                                                   | Premier Osman Hussein (waarnemend, tot 30 april) Premier Dafallah al-Haj Ali Osman (waarnemend, vanaf 30 april)                           |
| Soedan (parallelle regering van Vrede en Eenheid)                       | Voorzitter van de presidentiële raad Mohamed Hamdan Dagalo (vanaf 15 april)                                                               | Voorzitter van de presidentiële raad Mohamed Hamdan Dagalo (vanaf 15 april)                                                               |
| Somalië                                                                 | President Hassan Sheikh Mohamud | Premier Hamza Abdi Barre |
| Spanje                                                                  | Koning Felipe VI | Premier Pedro Sánchez |
| Sri Lanka                                                               | President Anura Kumara Dissanayake | Premier Harini Amarasuriya |
| Suriname                                                                | President Chan Santokhi | President Chan Santokhi |
| Swaziland                                                               | Koning Mswati III | Premier Russell Dlamini |
| Syrië                                                                   | Vacant (tot 29 januari) President Ahmed Hussein al-Sharaa (vanaf 29 januari)                                                              | Premier Mohammed al-Bashir (waarnemend)                                                                                                   |
| Syrië (deels internationaal erkende regering van de Syrische oppositie) | President Hadi al-Bahra | Premier Abdurrahman Mustafa |

## T
| Landsnaam          | Staatshoofd                                                                                     | Regeringsleider |
| ------------------ | ----------------------------------------------------------------------------------------------- | --- |
| Tadzjikistan       | President Emomalii Rachmon                                                                      | Premier Kokhir Rasulzoda |
| Taiwan             | President Lai Ching-te                                                                          | Premier Cho Jung-tai |
| Tanzania           | President Samia Suluhu Hassan                                                                   | Premier Kassim Majaliwa |
| Thailand           | Koning Maha Vajiralongkorn Bodindradebayavarangkun                                              | Premier Paetongtarn Shinawatra                                                                                                 |
| Togo               | President Faure Eyadéma Gnassingbé (tot 3 mei) President Jean-Lucien Savi de Tové (vanaf 3 mei) | Premier Victoire Tomegah Dogbé (tot 3 mei) Voorzitter van de ministerraad Faure Eyadéma Gnassingbé (vanaf 3 mei)               |
| Tonga              | Koning Tupou VI                                                                                 | Premier Samiu Vaipulu (waarnemend, tot 22 januari) Premier ʻAisake Eke (vanaf 22 januari)                                      |
| Trinidad en Tobago | President Christine Kangaloo                                                                    | Premier Keith Rowley (tot 17 maart) Premier Stuart Young (van 17 maart tot 1 mei) Premier Kamla Persad-Bissessar (vanaf 1 mei) |
| Tsjaad             | President Mahamat Déby                                                                          | Premier Allamaye Halina |
| Tsjechië           | President Petr Pavel                                                                            | Premier Petr Fiala |
| Tunesië            | President Kais Saied                                                                            | Premier Kamel Madouri (tot 21 maart) Premier Sara Zaafarani (vanaf 21 maart)                                                   |
| Turkije            | President Recep Tayyip Erdoğan                                                                  | President Recep Tayyip Erdoğan                                                                                                 |
| Turkmenistan       | President Serdar Berdimuhamedow                                                                 | President Serdar Berdimuhamedow                                                                                                |
| Tuvalu             | Koning Charles III                                                                              | Premier Feleti Teo |

## U
| Landsnaam | Staatshoofd                                                                             | Regeringsleider                                                                         |
| --------- | --------------------------------------------------------------------------------------- | --------------------------------------------------------------------------------------- |
| Uruguay   | President Luis Alberto Lacalle Pou (tot 1 maart) President Yamandú Orsi (vanaf 1 maart) | President Luis Alberto Lacalle Pou (tot 1 maart) President Yamandú Orsi (vanaf 1 maart) |

## V
| Landsnaam                    | Staatshoofd                                                                                     | Regeringsleider |
| ---------------------------- | ----------------------------------------------------------------------------------------------- | --- |
| Vanuatu                      | President Nikenike Vurobaravu                                                                   | Premier Charlot Salwai (tot 11 februari) Premier Jotham Napat (vanaf 11 februari)                                          |
| Vaticaanstad                 | Paus Franciscus (tot 21 april) Sedisvacatie (van 21 april tot 8 mei) Paus Leo XIV (vanaf 8 mei) | Voorzitter van de Pauselijke Commissie: Fernando Vérgez Alzaga L.C. (tot 1 maart) Raffaella Petrini F.S.E. (vanaf 1 maart) |
| Venezuela                    | President Nicolás Maduro                                                                        | President Nicolás Maduro                                                                                                   |
| Verenigde Arabische Emiraten | President Mohammed bin Zayed Al Nahyan                                                          | Premier Mohammed bin Rasjid Al Maktoem                                                                                     |
| Verenigd Koninkrijk          | Koning Charles III                                                                              | Premier Keir Starmer |
| Verenigde Staten             | President Joe Biden (tot 20 januari) President Donald Trump (vanaf 20 januari)                  | President Joe Biden (tot 20 januari) President Donald Trump (vanaf 20 januari)                                             |
| Vietnam                      | President Lương Cường                                                                           | Premier Phạm Minh Chính |

## W
| Landsnaam   | Staatshoofd                     | Regeringsleider                                                                      |
| ----------- | ------------------------------- | ------------------------------------------------------------------------------------ |
| Wit-Rusland | President Aleksandr Loekasjenko | Premier Roman Golovtsjenko (tot 10 maart) Premier Alexander Turchin (vanaf 10 maart) |

## Z
| Landsnaam   | Staatshoofd | Regeringsleider |
| ----------- | --- | --- |
| Zambia      | President Hakainde Hichilema | President Hakainde Hichilema |
| Zimbabwe    | President Emmerson Mnangagwa | President Emmerson Mnangagwa |
| Zuid-Afrika | President Cyril Ramaphosa | President Cyril Ramaphosa |
| Zuid-Korea  | President Yoon Suk-yeol (tot 4 april, non-actief) President Choi Sang-mok (waarnemend, tot 24 maart) President Han Duck-soo (waarnemend, van 24 maart tot 1 mei) President Lee Ju-ho (waarnemend, vanaf 2 mei)        | Premier Choi Sang-mok (waarnemend, tot 24 maart) Premier Han Duck-soo (van 24 maart tot 1 mei) Premier Lee Ju-ho (waarnemend, vanaf 2 mei)                                                                            |
| Zuid-Soedan | President Salva Kiir Mayardit | President Salva Kiir Mayardit |
| Zweden      | Koning Carl XVI Gustaf | Premier Ulf Kristersson |
| Zwitserland | Bondsraad met als leden: Karin Keller-Sutter (bondspresident), Élisabeth Baume-Schneider, Ignazio Cassis, Beat Jans, Guy Parmelin, Albert Rösti, Viola Amherd (tot en met 31 maart) en Martin Pfister (vanaf 1 april) | Bondsraad met als leden: Karin Keller-Sutter (bondspresident), Élisabeth Baume-Schneider, Ignazio Cassis, Beat Jans, Guy Parmelin, Albert Rösti, Viola Amherd (tot en met 31 maart) en Martin Pfister (vanaf 1 april) |